# موسى أبو خمسين
موسى بن عبد الله بن حسين أبو خمسين (1880 - 3 أغسطس 1934) (1298 - 21 ربيع الآخر 1353) فقيه جعفري وقاضي سعودي. وُلِد بمدينة الهفوف في عائلة معروفة ونشأ بها. درس فيها أولًا ثم هاجر إلى النجف وهو في الثانية عشرة من عمره، فدرس على علماءها وبلغ الاجتهاد. رجع إلى بلاده وقد تولى المرجعية الدينية في حدود عام 1325 هـ/ 1910 م. اشتغل بالتدريس في الحوزة العلمية التي كان أسسها عمه محمد آل أبي خمسين في مسجده بمدينة الهفوف. توفي أثناء عودته من سفره من بلاد فارس في مدينة خانقين، على الحدود العراقية وحمل جثمانه إلى النجف ودُفِن بها في الصحن العلوي في الغرفة رقم خمسين.

## نسبه
هو موسى بن عبدالله بن حسين بن علي بن محمد الكبير بن أحمد بن إبراهيم بن عبد النبي بن علي بن راشد بن سالم بن صقر آل أبي خمسين الأحسائي الهجري.

## سيرته
ولد في سنة 1298 هـ/ 1880 م في الهفوف بالأحساء. ولد في أسرة اشتهرت باعلم والأدب، وقد كان ميلاده بعد وفاة أبيه بثلاثة شهور. درس المقدمات على يدي عمه الشيخ محمد بن حسين وحفظ القرآن وهو في الثامنة من عمره، ثم ذهب إلى النجف في عام 1310 هـ/ 1893 م وهو أبن ثنتي عشرة سنة، وأنهى مرحلة السطوح العليا والتحق بدورس البحث الخارج. وبلغ الاجتهاد وعمره أربعاً وعشرين سنة. من أساتذته حسن بن مطر الخفاجي وفتح الله بن شيخ الشريعة الاصفهاني، ومحمد كاظم الطباطبائي اليزدي، وأبو تراب الخونساري. حصل على إجازات منهم في الرواية والدراية.

## حياته الشخصية
تزوج بعد عودته إلى بلاده مجتهدًا بفاطمة بنت محمد الأحمد بوخمسين التي انجبته له محمد جواد، ومحمد باقر، ومحمد تقي، وعبد الهادي ، وكذلك ابنتان. ومن الزوجة الثانية، فاطمة بنت عبد المحسن الرمضان، انجب علي الأكبر، وعلي الأصغر. أما الزوجة الثالثة هي ياسينه (فاطمة) أبنة أحمد الياسين بوخمسين، توفيت شابة مندون أن تلد له، والرابعة هي فاطمة بنت حسن البقشي وخلفت له ثلاث بنات.

## تلامذته
تتلمذ على يديه لفيف من طلاب العلوم الدينية وكان أشهرهم إبراهيم الخرس ومحمد البقشي، وحسين الشواف، وعلي آل شُبيث، وأحمد البوعلي، وعبد الكريم الممتن، وكاظم الصحاف، وحسن الصحاف، والسيد أحمد النحوي، والسيد أحمد السويج، آخرون.

## مؤلفاته
- تعليقة مستقلة على رسائل الشيخ الأنصاري
- تحقيق الأحكام، في الفقه
- ابحاث استدلالية في أبواب متفرقة
- رسالة علمية في العبادات
- النص الجلي في اثبات الآيات النازلة في الإمام علي

وألفت في المنطق وله عدة كراريس في آداب العامة.